# El topo (película de 1970)
El topo es una película Acid Western mexicana de 1970 escrita, dirigida y protagonizada por Alejandro Jodorowsky. Se caracteriza por sus extraños acontecimientos y personajes, la utilización de actores mutilados y enanos, y las abundantes dosis de simbolismo cristiano, y filosofía oriental. La película sigue a un personaje que montado en su caballo y con su pequeño hijo desnudo a la grupa, reparte justicia allí por donde pasa en su incesante búsqueda por alcanzar la iluminación, y dar sentido a su vida. 

## Argumento
La película transcurre en dos escenarios. La primera mitad, en un desierto sin nombre, abarca el viaje del protagonista, primero con su hijo y luego con Mara. Ella lo convence para que mate a los cuatro "Maestros del revólver". Cuando "El Topo" encuentra a un maestro, éste le enseña una lección, tras lo cual se baten en duelo. Mara le dice a "El Topo" que debe ganar y que para ello debe hacer lo que sea necesario, incluso lo incita a hacer trampa cada vez. El último maestro se mata a sí mismo, en un acto de despojo total, demostrando así la poca importancia de la vida material. La primera mitad termina con la traición a "El Topo" por parte de Mara y una extraña mujer que los acompaña y su frustrado asesinato.
La segunda mitad de la película tiene lugar años después, luego de que "El Topo" sea rescatado por una banda de marginados deformes que lo salvan de la muerte. La banda conduce a "El Topo" a su comunidad subterránea, donde él, estando en coma, medita durante unos años sobre las cuatro lecciones. Cuando despierta, "renace" con la ayuda de los marginados, y abandona su prisión subterránea en busca de la libertad de los deformes.
Con la ayuda de su novia enana y su hijo —ya mayor—, "El Topo" cava una salida de la cueva, viendo que los de su comunidad son asesinados por los habitantes de un pueblo cercano. Montando en cólera, "El Topo" los mata y pone gasolina sobre sí mismo y se inmola en el fuego, una vez que ha aprendido todo lo que podía sobre la vida.
El hijo de "El Topo" y la novia sobreviven a este apocalipsis y cavan una tumba para sus restos, que más tarde se transforma en una colmena llena de miel (símbolo religioso de un hombre sagrado).

## Reparto
- Alejandro Jodorowsky ... El Topo
- Brontis Jodorowsky ... Hijo, El hijo del Topo (Niño)
- Alfonso Arau ... Bandido #1
- José Luis Fernández ... Bandido #2
- Alf Junco ... Bandido #3
- Jacqueline Luis ... Esposa del Topo
- Mara Lorenzio ... Mara
- Paula Romo ... La Mujer de Negro
- David Silva ... El Coronel
- Héctor Martínez ... El primer Amo del Revólver
- Juan José Gurrola ... El segundo Amo del Revólver
- Víctor Fosado ... El tercer Amo del Revólver
- Alisha Newton ... Esposa del tercer Amo del Revólver
- Agustín Isunza ... El último Amo del Revólver
- Robert John ... Hijo, El hijo del Topo (Adulto)
- Bertha Lomelí ... Madre del segundo Amo del Revólver
- José Antonio Alcaraz ... Sheriff
- José Legarreta ... Hombre moribundo

## Interpretación
La película suele ser interpretada como una metáfora del Antiguo y Nuevo Testamento. Los cuatro maestros representarían los cuatro grandes profetas del Antiguo Testamento (Isaías, Jeremías, Ezequiel y Daniel) y El Topo a Jesucristo.
Muy alejado de esto la película nos muestra una crítica a la sociedad occidental y su religión, es decir critica al materialismo y la idelogia de ser mejor a través de hacer más, Mara es la representación de los deseos a los que sucumbe el Topo, mismo planteamiento por el que pasó Buda con el demonio Mara, de quien se dice que lo tentó para sucumbir a los deseos terrenales e impedirle alcanzar la iluminación. De una forma muy cautelosa, deja ver el lado negro del matriarcado y los falsos cánones de belleza en la doble moral de la sociedad al adorar a un falso dios (Representado por el Ojo de Ra, un simbolismo al dólar y la cultura estadounidense de aquellos años), y olvidar los principios y enseñanzas de su religión dejándose llevar por los excesos y cayendo en diversiones banales y atracciones violentas.  
En una secuencia introductoria animada se describe a El Topo como alguien que ha experimentado el proceso descrito en la alegoría de la cueva, encontrada en La República de Platón.
La escena final, en la cual El Topo se prende fuego a sí mismo, comparte una imagen similar a la foto de un monje budista (Thích Quảng Đức), que se quemó a sí mismo en una de las calles de Saigón, como forma de protesta ante la opresión del gobierno.

## Curiosidades
- Este filme ocupa el puesto 42 dentro de la lista de las 100 mejores películas del cine mexicano, según la opinión de 25 críticos y especialistas del cine en México, publicada por la revista Somos en julio de 1994.[1]
- John Lennon, impresionado por la película,[2] compró los derechos para exhibirla en todo Estados Unidos y derivado de esa relación, a través de Allen Klein, su representante, financió parte del siguiente trabajo de Jodorowsky, La montaña sagrada.[3]
- Uno de los fanáticos de la cinta es el músico Marilyn Manson, cuya fascinación por la misma lo llevó a trabar amistad con Jodorowsky.[4]
- Según palabras del mismo Peter Gabriel, el álbum conceptual de Genesis The Lamb Lies Down on Broadway fue inspirado por el argumento de esta película.[5]